# Алиса у Ничијој земљи
Алиса у Ничијој земљи (транслит.) је манга коју је написао и илустровао Харо Асо. Серијализовала се од 25. новембра 2010. до 25. марта 2015. године у месечној манга ревији Shōnen Sunday Super, па се од 8. априла 2015 до 2. марта 2016. године пребацила у Weekly Shōnen Sunday. Поглавља су сакупљена у 18 танкобона.

## Радња
Рјохеи Арису је младић који се бори да се повеже са својом породицом и проводи време дружећи се са својим пријатељима, Даикичијем Карубеом и Чотом Сегавом. Арису и Чота су често незрели и не покушавају у школи, док Карубе управља баром и подстиче њих двоје да се зближе. Тројац је на железничкој станици када види ватромет толико заслепљујући да морају да покрију очи, а када их отворе, поново се нађу у Карубеовом бару, који је сада напуштен и све зграде прекривене вегетацијом. Тројац се напије и игра игрице заједно, али Карубе постаје забринут и позива пар да ствари схвате озбиљно. Након што су закорачили на нешто што се чини као празан фестивал, дочека их Саори Шибуки који им каже да су већ „ушли у своју игру“. Игра је 'Три трефа' под називом 'Добра срећа, лоша срећа' у којој морају да одговарају на нејасна питања и ако схвате погрешно, у њих се испаљују пламене стреле. Карубе и Шибуки се свађају, због чега Чота мора брзо да погоди одговор и да испали стреле у њих. Питања се настављају, а Чотина нога је тешко опечена, али осим тога сва четворица побегну. Шибуки им открива да у Бордерланду морају да играју игрице да би преживели, са бројем сваке игре колико дана имају док не морају да играју другу игру. Шибуки је стигла у Бордерланд неколико дана раније где је играла 'Двоје срца' и била је једина преживела, што ју је трауматисало. Због Чотине повреде, Шибуки добровољно остаје да се брине за њега, док друга двојица иду у 'Пикову петицу', међу осталим играчима су пењач Јузуха Усаги и лукави играч Шунтаро Чишија. Само та четворица преживе игру, а Арису и Усаги успевају да је заврше заједно. Арису, Карубе, Чота и Шибуки улазе у игру 'Седам срца' где се открива да само један може да преживи, а остала тројица одлучују да се жртвују за Арисуа. Док Арису остаје у очају, поново среће Усаги, она му се сажаљује и они одлучују да се удруже.
Пар почиње да тражи 'Плажу', место које је Карубе открио пре своје смрти. Они откривају и принуђени су да се придруже редовима „Плаже”, великог хотела у којем живе играчи које води „Луди шеширџија”, који жели да покупи све карте из шпила игре и верује да би их сакупљање донело назад у њихов свет. Међутим, неколико утакмица касније, Луди шеширџија је убијен, а Плажа је претворена у фазу игре Десет срца, последњу игру прве фазе. Након завршетка игре, мајстори игре се откривају и најављују другу фазу, где морају да се такмиче у играма са личним картама да би завршили Бордерланд.

## Манга
Мангу је написао и илустровао Харо Асо. Објављивала се од 25. новембра 2010. до 25. марта 2015. године у месечном манга часопису Shōnen Sunday Super, па се од 8. априла 2015 до 2. марта 2016. године пребацила на Weekly Shōnen Sunday.  Поглавља су сакупљена у 18 танкобона.
Издавачка кућа Лагуна преводи мангу на српски језик од 2025. године.